# 子羊のロースト

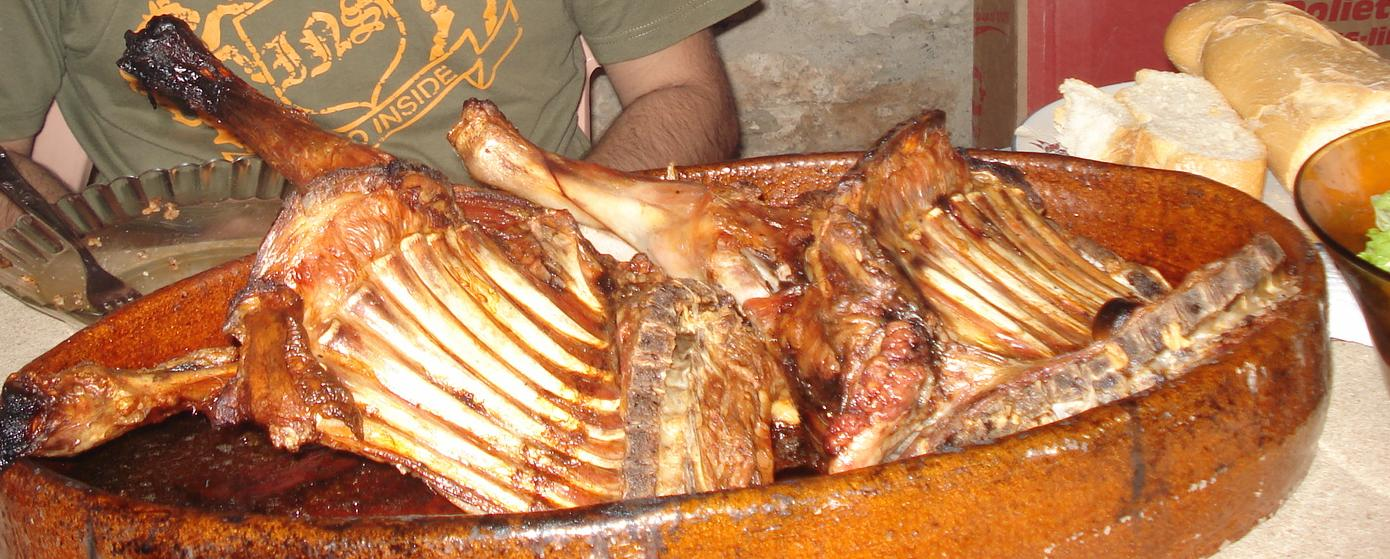
子羊のロースト

子羊のロースト（スペイン語: cordero asado）は子羊肉をローストした料理で、様々な国や文化で非常に人気がある。子羊のローストには、肉の切り方や使用する調味料によって様々な調理法がある。この料理は、子羊の肉がハラール（イスラム法で認められている）ことから、ムスリムの国々で非常に一般的である。ユダヤの祭礼の一部であり、エルサレムのペサハ（ユダヤ教の過越）で供され、タルムードでも何度か食べられる。

## 特徴
子羊肉は様々で、丸ごとで、半身で、あるいは枝肉で焼かれる。どのように切り分けるのかは、それぞれの地域の好みに依存する。ローストの残りはコールド・カットとして供され、温かいものより、冷たいものの方が消化が良いとされている。フランスやスペインのオートキュイジーヌでは、子羊肉は子羊のエピグラムと呼ばれるテクニックでローストされる。

## 様々な食文化での調理
このタイプの肉は世界中に同じ様に普及しているわけではなく、例えば、東アジアの料理では子羊のローストの調理法はほとんど見られない。ヨーロッパでは地中海地域以外ではあまり見られず、ギリシャ、トルコ、スペインでは非常に人気がある。

### スペイン料理

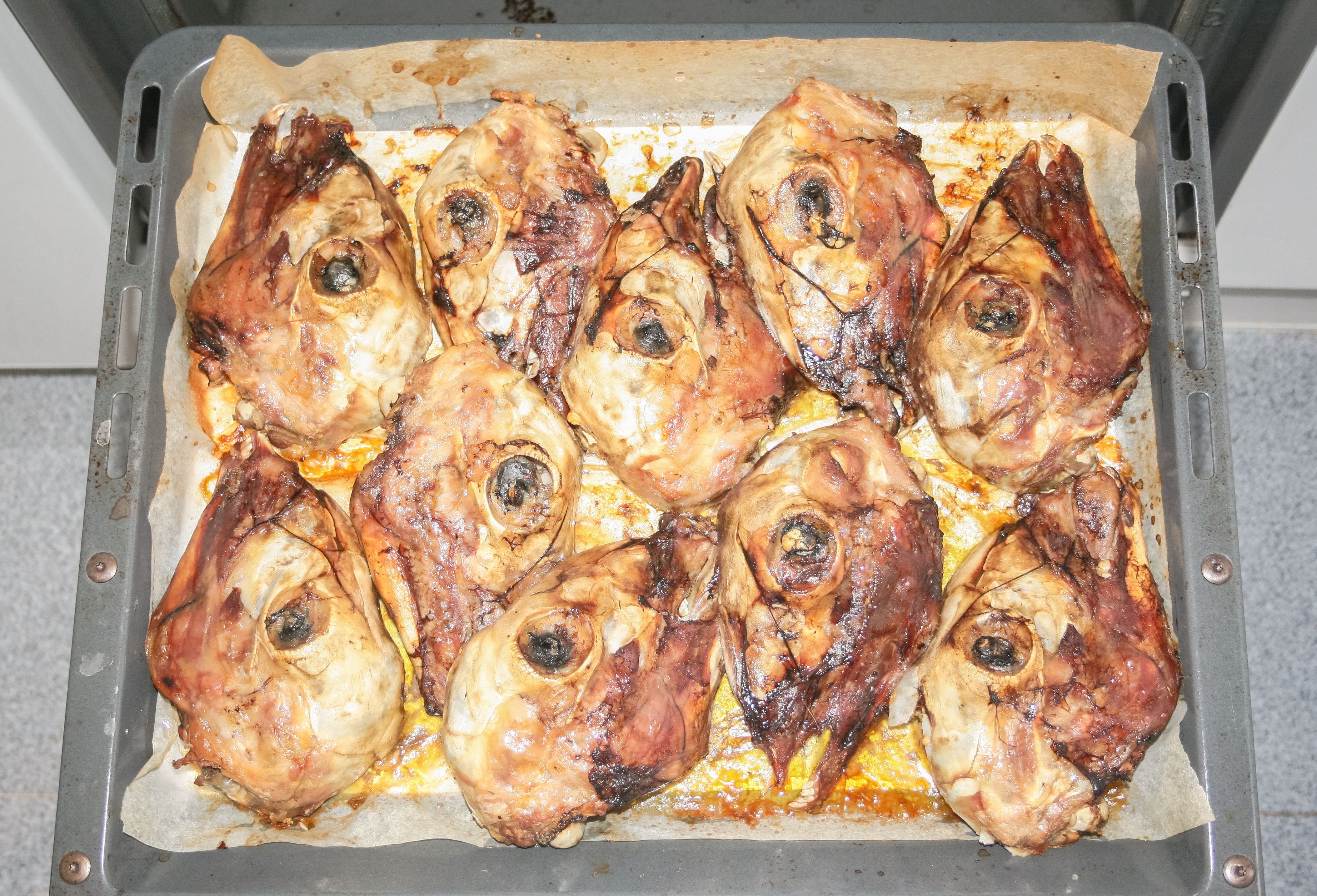
焼いた子羊の頭

スペイン料理では子羊肉をローストした料理は人気がある。多くの場合、スペインの子羊肉のローストの習慣は、歴史的に見て、非常に人気のあったアル＝アンダルスの美食に由来している。フアン・アルティミラスの Nuevo arte de cocina（『新しい調理技術』）のような古いスペインの料理書にはすでに料理のプロセスが記述されている。現在では宴会や様々な祭事の料理として扱われている。アラゴン（アルト・アラゴン地方）の美食では、子羊のローストは一般的で、子羊の羊飼い風と呼ばれることもある。子羊のローストは通常ごくわずかな調味料、一般的にはニンニク、バターおよびレモンで調理される。アルト・アラゴンの一部の地域では、通常はローストした子羊の尻尾が用意されており、山のアスパラガスと呼ばれている。asado al air と呼ばれるテクニックは、一般的に2段階で行われる。最初は「ポイント」に達するまで加熱し、第二段階ではバターを塗られて焼き上げられる。「カスティリアン」と呼ばれるこのテクニックは、カスティーリャの何世紀の前からのレストランで一般的である。オーブンからそれぞれの土鍋にとって食べるのが一般的である。
グアダラハラ県では通常、「チュレータス・ア・ラ・テハ」（タイルのチョップ）と呼ばれる、特別な子羊のローストが料理されている。この料理はタイルの上でラムチョップを焼いたものである。マドリードでは、このカスティーリャ・スタイルのローストは、カサ・ボティンで数世紀にわたって作られてきた。調理は多くの場合パン焼き窯で行われ、切り分けられた子羊肉は伝統的な土鍋に取り分けられる。多くの場合はレチャソ・アサードである。アンダルシア州の内陸部での料理でも子羊のローストがある。スペインの一部の地域では、子羊の頭などの特定の部位のローストを食べることが一般的である。

### モロッコ料理
モロッコでは、土窯で焼かれ、テーブルの中央にあるトレイでゲストに供される子羊のローストであるメチュイに非常に人気がある。客は自分の指で取り分けて食べる。クスクス、レモン、アーモンド、プラムなどと一緒に食べるのが一般的である。しかしながら、マグレブ料理でもっとも知られている子羊肉の料理である。

### トルコ料理
トルコ料理では、子羊肉が非常に人気があって食べられており、これはおそらくギリシャ料理から受け継がれている。ロティサリーでローストした子羊肉の調理は非常に頻繁であり、ケバブ、グリルでローストした子羊肉などのいくつかは平なパンで挟んで供されることも多い。イスケンデル・ケバブ（トマトソースとヨーグルト添えの子羊肉）には、ローストしてブドウの葉で包んだものもある。

### ウルグアイ料理
ウルグアイでは、この料理は特にグリルしたものが定番で、地面から立ち上げた鉄製のグリルに背骨から開いた羊肉を載せて、細かい塩だけで味付けする。50cmほど離した片側に焚き火を熾し（地面にも）、薪が燃えて熾火になるのを待ち、L字型の枝でグリルの周りに円を描く様にする。熾火の円ができたら、肉が均等に焼かれ始める。下にした面がほぼ焼けたら（約2時間）、羊肉を裏返し、同じ手順が繰り返され、もう片側が焼けたら熾をグリルの下に入れて数分放置する。こうすることでしっかり焼き上がり、一部の部位はパリッとする。これは自然の草原で羊を育てているこの国ならではの調理法のこだわりである。